# Cape Bidlingmaier
Cape Bidlingmaier är en udde på ön Heard Island i Heard- och McDonaldöarna (Australien).